# コナテ・カディジャ
コナテ・カディジャ（Kadija Konate、1998年11月26日 - ）は、マリ共和国の女子バスケットボール選手である。ポジションはパワーフォワード。後述するように日本の義務教育を修了しているため、Wリーグにおいては日本人と同等に扱われている。

## 来歴
小学生の時にマリから来日。
練馬区立石神井中学校から桜花学園高校に進学し高校三冠を達成し、卒業後はアイシン・エィ・ダブリュ ウィングスに加入も1年半で退団。
その後はバスケットボールから離れていたが、2021年、Wリーグに新規参入が決まったプレステージ・インターナショナル アランマーレに加入。
2022年、山梨クィーンビーズに移籍。しかし、シーズン開幕前に半月板を負傷したためシーズン通して出場はなかった。